# Pulvinulinella
Pulvinulinella es un género de foraminífero bentónico considerado un sinónimo posterior de Pseudoparella de la subfamilia Pseudoparrellinae, de la familia Pseudoparrellidae, de la superfamilia Discorbinelloidea, del suborden Rotaliina y del orden Rotaliida. Su especie tipo era Pulvinulinella subperuviana. Su rango cronoestratigráfico abarca desde el Cretácico superior hasta la Actualidad.

## Clasificación
Pulvinulinella incluía a las siguientes especies:
- Pulvinulinella acutimarginata
- Pulvinulinella almaensis
- Pulvinulinella atlantisae
- Pulvinulinella bradyana, aceptado como Pseudoparella bradyana
- Pulvinulinella canagueyensis
- Pulvinulinella creta
- Pulvinulinella cretacea
- Pulvinulinella culter
- Pulvinulinella danvillensis
- Pulvinulinella eklundi
- Pulvinulinella exigua, aceptado como Epistominella exigua
  - Pulvinulinella exigua var. obtusa
- Pulvinulinella hardyana
- Pulvinulinella huneri
- Pulvinulinella interrupta, aceptado como Pseudoparella interrupta
- Pulvinulinella jarvisi
- Pulvinulinella mexicana
- Pulvinulinella midwayana
- Pulvinulinella modica
- Pulvinulinella obtusa
- Pulvinulinella pacifica, aceptado como Pseudoparella pacifica
- Pulvinulinella pontoni, aceptado como Pseudoparella pontoni
- Pulvinulinella pulchra, aceptado como Epistominella pulchra
- Pulvinulinella purisima
- Pulvinulinella reticulata
- Pulvinulinella smithi
- Pulvinulinella subperuviana
- Pulvinulinella tenuimarginata
- Pulvinulinella umbonifera, aceptado como Nuttallides umbonifera
- Pulvinulinella westraliensis, de posición genérica incierta